# Ларраньяга, Фернандо
Фернандо Ларраньяга Травеси (исп. Fernando Larrañaga Travesi) (1942, Ла-Пас, Боливия) — выдающийся мексиканский и перуанский актёр, основатель театральной компании, продюсер и режиссёр боливийского происхождения.

## Биография
Родился в 1942 году в Ла-Пас в семье величайшей перуанской актрисы Глории Травеси, отцом актёра являлся боливиец. Детство и юность провёл в Перу, где дебютировал в 1960 году в телесериале История трёх сестёр, всего снялся в 29 работах в кино и телесериалах. После актёрской славы в Перу, переехал в Мексику, где снялся в несколько фильмах и одном культовом телесериале в эпизодической роли — Богатые тоже плачут и посвятил этой стране всю оставшуюся жизнь. В 1978 году благодаря телесериалу Сопровождая меня победил в номинации лучший актёр теленовелл в премии TVyNovelas, а в 1981 году победил в номинации лучший актёр театра в Teatral del año  В настоящее время вместе со всей своей огромной семьёй проживает в Акапулько.

## Фильмография

### Колумбия

#### Телесериалы телекомпанииTelemundo
- 2004-05 — Моё второе я (совм. с США) — Доктор.
- 2008 — Без бюста нет рая (совм. с США и Мексикой) — Санчес.

### Мексика

#### Телесериалы телекомпанииTelevisa
- 1973 — Уважаемый сеньор Вальдес — Хесус Вега.
- 1978 — Сопровождая меня — Эстебан.
- 1979 — Богатые тоже плачут
- 1980 — Колорина — Доктор Иллоа.
- 1981 — Мы, женщины — Мануэль.
- 1982 — Ванесса — Доктор Иньигес.
- 1983 — Хищница — Дон Эррера.
- 1984 — Затмение — Нестор.
- 2013 — Буря — Доктор Сан Мигель.
- 2014-15 — Я не верю в мужчин — Доктор Медина.
- 2015-16 — Лучше умереть, чем быть как Личита
- 2016-17 — Кандидатка
- 2017 — Возлюбленный

#### Фильмы
- 1966 — Я пойду по твоим стопам (совм. с Перу).
- 1971 — Затворница
- 1976 — Выжившие в Андах — Мадеро.
- 1980 — Чикоасен

### Перу

#### Телесериалы
- 1960 — История трёх сестёр

## Театральные работы
- 1981 — Виноваты